# Leszek Girtler
Leszek Tadeusz Girtler (ur. 1947 w Proszowicach) – polski pisarz i tłumacz.
Ukończył Politechnikę Śląską w Gliwicach. Od 1990 pracuje jako nauczyciel języka angielskiego w szkole średniej, gimnazjum, a obecnie prowadzi własną szkołę językową. Mieszka na stałe w Zabrzu. Jest członkiem Związku Literatów Polskich oraz Górnośląskiego Towarzystwa Literackiego.
Zadebiutował na łamach śląskiego czasopisma „Poglądy” w roku 1981. Następne jego opowiadanie ukazało się na łamach miesięcznika „Literatura” w roku 1983. Od 2003 roku do chwili obecnej publikuje w miesięczniku kulturalnym „Śląsk”.

## Nagrody i wyróżnienia
- II nagroda w konkursie Iskier na debiut prozatorski, 1982
- pierwsza nagroda w Ogólnopolskim Konkursie Górnośląskiego Towarzystwa Literackiego, 2002[6]
- II nagroda w Konkursie Literackim Uniwersytetu Gdańskiego 2006[7]
- Wyróżnienie w Konkursie Literackim Polish Books, Londyn, 2007[8]

## Publikacje
- „Miejsce powrotów”, zbiór opowiadań, Iskry 1985, 115 s.  ISBN 83-207-0742-0
- „Bank nieuczciwości”, powieść, wyd. Śląsk, 1985, ISBN 83-216-0494-3
- „Sheep don’t go to school”, tłumaczenie na język angielski polskiej poezji w zbiorze pod redakcją Andrew Fusek Petersa, wydanej przez Bloodaxe Books 1999,  ISBN L-85224-408-9
- pokonkursowa publikacja opowiadań „Proza życie antologia nr 5”, Uniwersytet Gdański, 2006,ISBN 978-83-923891-2-5
- pokonkursowa publikacja opowiadań „Na końcu świata napisane”, „Polish Books”, Londyn, 2007, ISBN 978-83-7183-612-1
- "Kolekcjoner tajemnic - opowiadania sensacyjne", Skat, 2013,  ISBN 978-83-936842-0-5
- "Miejsca rozstań i powrotów - opowiadania o tęsknocie, zdradzie i zbrodni", Wydawnictwo Skat, 2015, ISBN 978-83-936842-1-2 I